# Poltys baculiger
Poltys baculiger là một loài nhện trong họ Araneidae.
Loài này thuộc chi Poltys. Poltys baculiger được Eugène Simon miêu tả năm 1907.